# Освальд Бельке
Освальд Макс Бельке (нім. Oswald Max Boelcke (Bölcke); 19 травня 1891, Галле — 28 жовтня 1916, Бапом) — німецький військовий льотчик і тактик часів Першої світової війни, автор основних правил повітряного бою Dicta Boelcke, один з перших асів в історії світової авіації.

## Біографія

### Ранні роки життя, початок служби
Освальд Бельке народився 19 травня 1891 року в родині шкільного вчителя, був третім з шести дітей.
Мріючи про військову кар'єру, він в березні 1911 року вступив у Прусський кадетський корпус. Незадовго до війни в ранзі унтер-офіцера військ зв'язку отримав призначення в 3-й телеграфний батальйон, розквартирований в Кобленці. Проявивши інтерес до авіації під час маневрів, він, пройшовши відповідну підготовку (отримав кваліфікацію льотчика 15 серпня 1914 року), став спочатку спостерігачем, а потім і пілотом двомісного розвідника.
На початку війни літав в авіаційній частині FA 13 у Франції зі своїм братом Вільгельмом, який був його спостерігачем. У жовтні 1914 року Освальд був нагороджений Залізним хрестом 2-го класу, а в лютому 1915 року - Залізним хрестом 1-го класу.
Після перекладу в авіаційну частину FA 62, Бельке здобув свою першу повітряну перемогу 4 липня, літаючи на LVG С.I — ворожий Morane Parasol обстріляв і збив його спостерігач лейтенант Гайнц фон Вюліш.
Бажаючи особисто збивати ворожі літаки, він став пілотом одномісного винищувача, як тільки FA 62 отримав пару новітніх Fokker E.I, що призначалися для ескорту розвідувальних апаратів. У липні він став літати на винищувачі і 19 серпня здобув свою першу перемогу.
Його частина базувалася в Дуе, де він подружився зі своїм напарником лейтенантом Максом Іммельманном; обидва льотчика одночасно почали свою кар'єру винищувачів. 
У березні 1916 року Освальд пересів на нову модель винищувача, моноплан Fokker E.IV, і здобув ще кілька повітряних перемог. Після загибелі в бою Імельманна в червні 1916 року Бельке був відкликаний з фронту і відправлений в інспекційну поїздку на південний схід, що проходила через Відень, Будапешт, Белград і закінчувалась в Туреччині. Під час цієї поїздки він написав повчання про способи ведення повітряного бою і методикою організації винищувальних авіачастин.

### Jasta 2
Коли в липні 1916 року розпочалася битва на Соммі, він був оперативно повернутий до Франції і отримав під своє командування винищувальну ескадрилью Jasta 2, маючи при цьому можливість самостійно відбирати пілотів. Серед відібраних ним льотчиків були Манфред фон Ріхтгофен (згодом відомий як «Червоний барон») і Ервін Беме. На рахунку Бельке було вже 19 повітряних перемог.
«Наступного ранку Бельке повинен був вилетіти з нами — новачками. Ніхто з нас ще не отримав визнання. Тому все, що говорив Бельке, було для нас святою істиною. Протягом останніх кількох днів він щодня «підстрелював на сніданок», за його висловом, одного-двох англійців.» (Манфред фон Ріхтгофен)
Протягом місяця після формування Jasta 2 він збільшив свій рахунок до 29 перемог. А ще через місяць, до кінця жовтня 1916 року, він вже мав на своєму рахунку 40 збитих ворожих літаків.

### Смерть в бою
28 жовтня він підняв свій літак в повітря востаннє. Його супроводжували п'ять пілотів, серед яких були Манфред фон Ріхтгофен і Ервін Беме. Вшістьох вони атакували два англійських одномісних винищувача Airco DH.2 з 24-ї ескадрильї британських Королівських ВПС. Перед атакою Бёльке неправильно пристебнув свій ремінь.
Під час бою Беме і Бельке не помітили один одного, атакуючи одну ціль, і зіткнулися: Беме зачепив колесами верхнє крило літака Бельке, який відразу ж став знижуватися і пропав в хмарах. Верхнє крило відірвалося, але Бельке вдалося відносно вдало посадити свій Albatros D.II. І хоча удар об землю був не дуже сильним, неправильно пристебнутий ремінь і те, що Бельке ніколи не одягав шолом перед польотом, стали причиною трагедії.
Через хвилину мертве тіло пілота витягли з розбитого літака. Гауптман Освальд Бельке, основоположник основних тактичних ідей повітряного бою, який збив 40 літаків супротивника, загинув у віці 25 років.
«Здалеку ми помітили в повітрі двох нахабних англійців, які, здавалося, насолоджувалися цією паскудною погодою. Нас було шестеро, а їх двоє. Навіть якби їх було двадцять, і Бельке дав би нам сигнал до атаки, ми зовсім не здивувалися б.
Зав'язався звичайний бій. Бельке взявся за одного, я — за іншого. Мені довелося відпустити його через те, що перешкодила одна з німецьких машин. Я озирнувся і помітив, що Бельке розправляється зі своєю жертвою приблизно в 200 метрах від мене.
Це було звичайним явищем — Бельке бився з ворогом, а мені доводилося лише спостерігати. Поруч з ним летів його хороший друг. Бій був цікавим. Обидва стріляли. Було схоже, що англієць ось-ось впаде.
Раптом мою увагу привернуло якийсь неприродний рух двох німецьких літаків. Я тут же подумав: «Зіткнення». Правда, до цих пір я ще не бачив зіткнення в повітрі і уявляв його собі інакше. Насправді ж дві машини просто стикнулися. Однак якщо машини йдуть на такій величезній швидкості, навіть при найменшому їх контакті відбувається сильний струс.
Бельке відстав від своєї жертви і спускався великими колами. У мене не було відчуття, що він падає, але, побачивши його під собою, я виявив, що частина його літака відвалилася. Я не міг бачити, що відбувалося потім. Потрапивши в хмари, його машина стала некерованою. Вона падала. Весь цей час її супроводжував відданий друг Бельке.
Коли ми дісталися до будинку, нас уже чекало звістка: "Бельке загинув!".» (Манфред фон Ріхтгофен)
Увечері в день його загибелі на аеродром Першого винищувального з'єднання англійська літак скинув вимпел з написом: «В пам'ять про капітана Бельке, нашого мужнього і благородного суперника, від британських Королівських повітряних сил».
Бельке був серед пілотів-винищувачів абсолютним авторитетом. Після його загибелі Jasta 2 була перейменована в Jasta Boelcke.
Освальд Бельке був урочисто похований на кладовищі Еренфрідгоф в Дессау.

## Аналітик і тактик
Бельке одним з перших побачив в аероплані не тільки засіб ведення розвідки і бомбометання, а й апарат для боротьби з повітряним противником. Ще до появи винищувачів теоретично розробив ряд тактичних прийомів повітряного бою. Створення перших бойових машин, озброєних курсовою синхронною зброєю, дало можливість втілити ці ідеї на практиці.
Бельке ретельно навчав своїх льотчиків взаємодії, перш ніж допустити їх до польотів проти ворога. В усьому Бельке був обережним аналітиком. Він розумів, що слід шукати переваги, і поступово його тактичне мислення удосконалювалося. Це вилилося в його так звані Dicta Boelcke, де він визначив правила повітряного бою, основна увага приділялась досягненню раптовості і найбільш вигідної позиції. Згодом це повністю змінило тактичні погляди військових, довівши необхідність групувати винищувачі. Він був також першим, хто вивчав літаки противника, використовуючи екземпляри, захоплені в льотному стані.
Освальда Бельке в Німеччині називають батьком німецької винищувальної авіації. Його ім'я традиційно носить одна з винищувальних ескадрилей ВПС Німеччини.

## Нагороди
- Нагрудний знак військового пілота (Пруссія)
- Залізний хрест
  - 2-го класу (жовтень 1914)
  - 1-го класу (лютий 1915)
- Військовий хрест Фрідріха (Ангальт) (31 січня 1915)
- Королівський орден дому Гогенцоллернів, лицарський хрест з мечами (1 — 3 листопада 1915)
- Орден Альберта Ведмедя, лицарський хрест 2-го і 1-го класу з мечами
- Орден «За заслуги» (Баварія) 4-го класу з мечами (13 листопада 1915)
- Рятувальна медаль (30 листопада — 12 грудня 1915) — за порятунок Альберта ДеПласе 29 серпня 1915 року.
- Почесний кубок для переможця у повітряному бою (24 грудня 1915)
- Pour le Mérite (12 січня 1916) — за 6 повітряних перемог; нагороджений разом із Максом Іммельманном.
- Військова медаль (Османська імперія) (23 липня 1916) — вручена особисто Енвером-пашою.
- Орден Пошани (Османська імперія)
- Орден дому Саксен-Ернестіне, лицарський хрест 1-го класу з мечами (31 липня 1916)
- Орден «За хоробрість» 4-го класу (Болгарія) (9 серпня 1916)
- Орден Залізної Корони 3-го класу з військовою відзнакою (Австро-Угорщина) (29 жовтня 1916)
- Орден «За військові заслуги» (Вюртемберг), лицарський хрест